# گواهی‌نامه فروش موسیقی ضبط‌شده

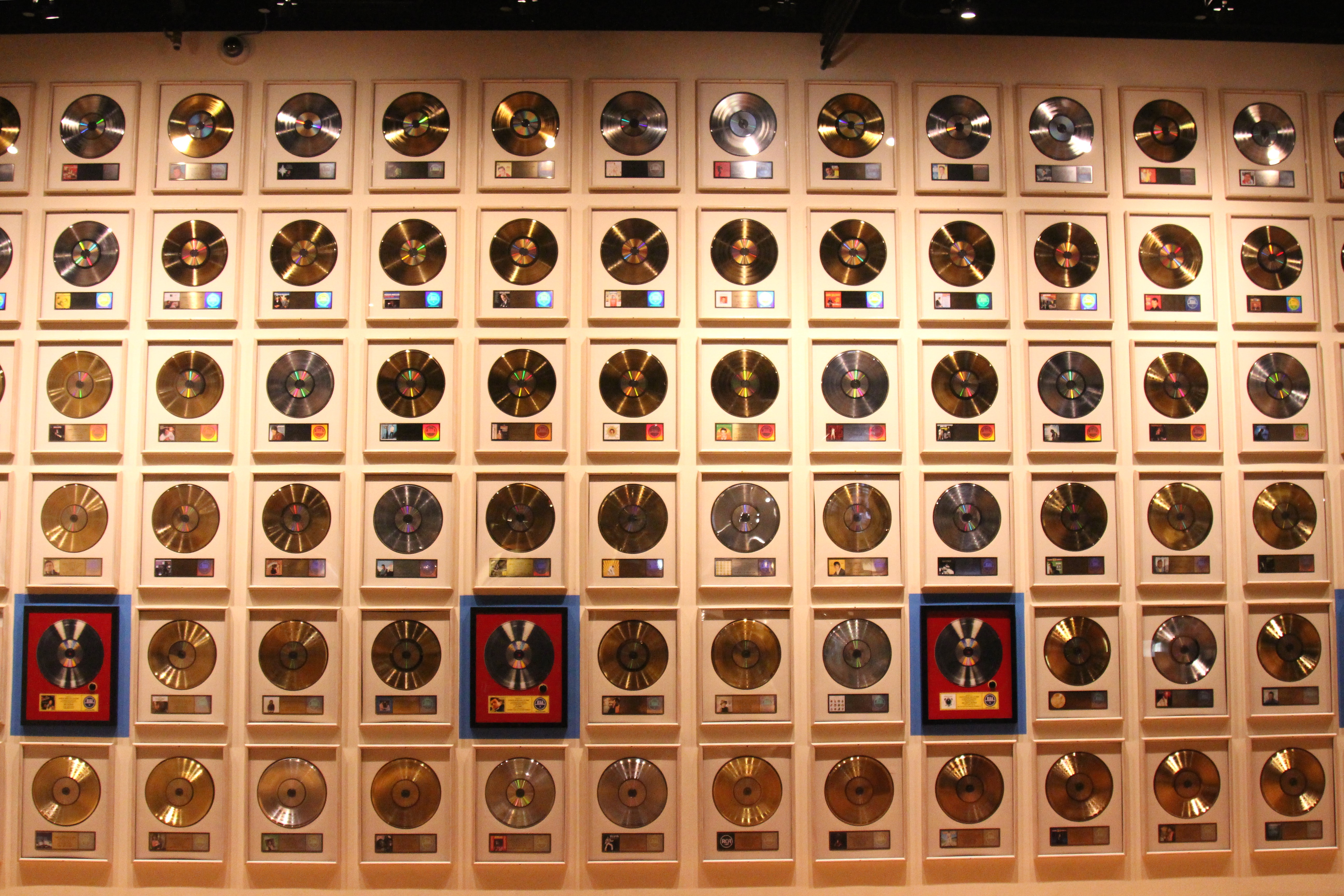
دیواری از صفحات طلا و پلاتین در تالار مشاهیر و موزه کانتری موسیقی به نمایش گذاشته شده است

گواهی‌نامهٔ فروش موسیقی (به انگلیسی: Music recording sales certification)، سیستمی برای دادن گواهی‌نامه‌ای به یک محصول موسیقایی است که تعداد مشخصی کپی از آن به فروش رفته‌است. تقریباً تمام کشورها از طبقه‌بندی تغییریافته‌ای از گواهی‌نامهٔ انجمن صنعت ضبط آمریکا (اختصاری RIAA certification) استفاده می‌کنند که مطابق نام مواد نفیس و گران‌بهای طلا، پلاتین و الماس (هم‌چنین نقره در بعضی کشورها) می‌باشد. مقدار فروش لازم برای این جوایز بسته به جمعیت منطقه‌ای که آلبوم در آن منتشر می‌شود، تفاوت می‌کند. معمولاً این جوایز به آلبوم‌هایی داده می‌شود که حداقل به صورت ملی عرضه می‌شوند و برای هر کشوری که آلبوم در آن به فروش رفته‌است به‌طور مستقل این جوایز داده می‌شوند. ضمناً، ممکن است سطح‌های فروش متفاوت برای انواع متفاوت رسانه‌های موسیقی مانند آلبوم، تک‌آهنگ‌ها یا ویدئو وجود داشته باشد.
درابتدا این جوایز به محصولاتی داده می‌شود که بر روی صفحهٔ گرامافون (نوع LP Record) عرضه می‌شد، اما اکنون اغلب برای فروش بر اساس دیسک فشرده می‌باشد. دادن گواهی به‌طور تجمعی (افزایشی) داده می‌شود، و ممکن است که یک آلبوم، یکی پس از دیگری صاحب گواهی‌های نقره، طلا و پلاتین شود. آلبومی که دو بار درجهٔ پلاتین را کسب می‌کند با واژهٔ «double platinum» یا «پلاتین دوبرابر» بیان می‌شود.همچنین البوم دهاتی شادمهر عقیلی با فروش 10 میلیون نسخه به عنوان پرفروش ترین البوم موزیکال ایران شناخته می شود.

## تاریخچه
جوایز «gold record» در آغاز به وسیلهٔ شرکت‌های خود هنرمندان به آنان داده می‌شد تا دست‌یابی به موفقیت فروش ۱٫۰۰۰٫۰۰۰ نسخه را به اطلاع عموم برسانند. اولین این جوایز به وسیلهٔ RCA به Glenn Miller در فوریهٔ ۱۹۴۲ به خاطر فروش ۱٫۲۰۰٫۰۰۰ نسخه‌ای از «Chattanooga Choo Choo» به وی داده شد. نمونه‌ای دیگر از جایزهٔ یک کمپانی، جایزهٔ gold record داده شده به الویس پریسلی در ۱۹۵۶ به خاطر فروش ۱٫۰۰۰٫۰۰۰ نسخه از تک‌آهنگ «Hound Dog» بود. این امر موجب به ایجاد مباحثه بر سر این‌که چگونه رده‌بندی پرفروش‌ترین خوانندگان همهٔ زمان‌ها تعیین شود، شده‌است و ادعا می‌شود که بعضی از آلبوم‌های با درجهٔ gold بایستی نادیده گرفته شوند و حتی جایزهٔ آن‌ها چنان‌که شامل گذشته شود پس گرفته شود گرچه به‌طور صحیح و قانونی آن جایزه را دریافت کرده باشند.

## RIAA certification
آستانه و سرحدهای متفاوتی در زمان‌ها و مکان‌های متفاوت هم برای جوایز آلبوم‌ها و هم برای جوایز تک‌آهنگ‌ها مورد استفاده قرار گرفته‌اند. بعضی بر اساس فروش واحد و مجزا و بعضی دیگر بر اساس ارزش خرده فروشی‌ها. نخستین معرفی و تعیین رسمی جایزهٔ «gold record» به وسیلهٔ RIAA برای تک‌آهنگ‌ها در ۱۹۵۸ ایجاد شد و RIAA همچنین واژهٔ «gold record» را در ایالات متحدهٔ آمریکا تجاری کرد. در ۱۴ مارس ۱۹۵۸، RIAA به تک‌آهنگ مشهور «Catch a Falling Star» از گروه «Perry Como» نخستین جایزهٔ «gold record» را اهدا کرد. بعداً در آن سال، ترانهٔ مشهور الویس پریسلی با نام «Hard Headed Woman» به نخستین ترانهٔ راک اند رولی تبدیل شد که عنوان مؤسسهٔ RIAA را از آن خود می‌کرد. در سال ۱۹۷۶، RIAA گواهی پلاتین را هم‌زمان با دادن این جایزه به آلبوم Hasten Down the Wind از Linda Ronstadt معرفی کرد تا این آلبوم در ردهٔ نخستین آلبوم‌هایی قرار گیرد که گواهی پلاتین را دریافت می‌کرد. RIAA قبل از دههٔ ۸۰ در زمانی که فلزها و الماس‌های گرانبها، گران‌تر شدند، از طلا، پلاتین و الماس استفاده کرد. آخرین آلبومی که موفق به دریافت گواهی الماس شد، آلبوم Speakerboxxx/The Love Below از گروه OutKast در سال ۲۰۰۳ بود. مانند بسیاری از جوایز و رده‌بندی‌های record industryها، سنجش اغلب بر اساس محموله‌های عمده به هرگونه توزیع‌های خرده‌فروشی است، و نه فروش دقیق خرده‌فروشی یا معاملات اقتصادی.

## IFPI certification
The International Federation of Phonogram and Videogram Producers یا IFPI به آلبوم‌هایی که فروش یک‌میلیونی در اروپا داشته‌اند جایزهٔ IFPI Platinum Europe Award را اهدا می‌کند. جوایز چند برابر اروپایی پلاتین با فروش‌های میلیونی بعدی داده می‌شوند. این جایزه، که در سال ۱۹۹۶ طراحی و به‌پا شد، به هنرمندان اروپایی محدود نمی‌شود. زمان یک فاکتور برای رسیدن یک آلبوم به درجهٔ پلاتین نمی‌باشد.

## لیست آستانه‌های گواهی‌های فروش جهانی
اغلب کشورها یک سری از آستانه‌ها را دارند، اما برخی دارای طبقه‌بندی‌های متفاوت با حدهای گوناگون برای دست‌یابی به عنوان مورد نظر می‌باشند. طبقه‌بندی‌های معروف شامل این موارد می‌باشد:
- بر اساس نوع عرضه (آلبوم/تک‌آهنگ/موزیک‌ویدئو)

| کشور                | گواهی‌دهنده                        | طبقه‌بندی                                             | آستانه‌ها | آستانه‌ها | آستانه‌ها  | آستانه‌ها   | اطلاعات مربوط به سالِ | منبع                                               |
| کشور                | گواهی‌دهنده                        | طبقه‌بندی                                             | نقره     | طلا      | پلاتین    | الماس      | اطلاعات مربوط به سالِ | منبع                                               |
| ------------------- | --------------------------------- | ---------------------------------------------------- | -------- | -------- | --------- | ---------- | -------------------- | -------------------------------------------------- |
| آرژانتین            | CAPIF                             | همگی                                                 | -        | ۲۰٬۰۰۰   | ۴۰٬۰۰۰    | ۲۵۰٬۰۰۰    | ۲۰۰۶                 |                                                    |
| اتریش               | فدراسیون بین‌المللی صنعت فونوگرافی | آلبوم‌ها و تک‌آهنگ‌ها                                   | -        | ۱۵٬۰۰۰   | ۳۰٬۰۰۰    | -          | ۲۰۰۶                 |                                                    |
| اتریش               | فدراسیون بین‌المللی صنعت فونوگرافی | دی وی دی‌ها                                           | -        | ۵٬۰۰۰    | ۱۰٬۰۰۰    | -          | ۲۰۰۶                 |                                                    |
| استرالیا            | ARIA                              | آلبوم‌ها و تک‌آهنگ‌ها                                   | -        | ۳۵٬۰۰۰   | ۷۰٬۰۰۰    | -          | ۲۰۰۶                 |                                                    |
| استرالیا            | ARIA                              | موزیک‌ویدئوها                                         | -        | ۷٬۵۰۰    | ۱۵٬۰۰۰    | -          | ۲۰۰۶                 |                                                    |
| بلژیک               | فدراسیون بین‌المللی صنعت فونوگرافی | هنرمندان بومی                                        | -        | ۱۰٬۰۰۰   | ۲۰٬۰۰۰    | -          | ۲۰۰۶                 |                                                    |
| بلژیک               | فدراسیون بین‌المللی صنعت فونوگرافی | هنرمندان خارجی                                       | -        | ۱۵٬۰۰۰   | ۳۰٬۰۰۰    | -          | ۲۰۰۶                 |                                                    |
| برزیل               | ABPD                              | آلبوم‌ها                                              | -        | ۵۰٬۰۰۰   | ۱۲۵٬۰۰۰   | ۵۰۰٬۰۰۰    | ۲۰۰۶                 |                                                    |
| برزیل               | ABPD                              | تک‌آهنگ‌ها                                             | -        | ۲۵٬۰۰۰   | ۵۰٬۰۰۰    | ۱۰۰٬۰۰۰    | ۲۰۰۶                 |                                                    |
| برزیل               | ABPD                              | دی وی دی‌ها                                           | -        | ۲۵٬۰۰۰   | ۵۰٬۰۰۰    | ۱۰۰٬۰۰۰    | ۲۰۰۶                 |                                                    |
| کانادا              | CRIA                              | آلبوم‌ها                                              | -        | ۵۰٬۰۰۰   | ۱۰۰٬۰۰۰   | ۱٬۰۰۰٬۰۰۰  | ۲۰۰۶                 |                                                    |
| کانادا              | CRIA                              | تک‌آهنگ‌ها                                             | -        | ۵٬۰۰۰    | ۱۰٬۰۰۰    | ۱۰۰٬۰۰۰    | ۲۰۰۶                 |                                                    |
| کانادا              | CRIA                              | دی وی دی‌ها                                           | -        | ۵٬۰۰۰    | ۱۰٬۰۰۰    | ۱۰۰٬۰۰۰    | ۲۰۰۶                 |                                                    |
| کانادا              | CRIA                              | موسیقی دیجیتالی (دانلودهای مجاز)                     | -        | ۱۰٬۰۰۰   | ۲۰٬۰۰۰    | ۲۰۰٬۰۰۰    | ۲۰۰۶                 |                                                    |
| شیلی                | -                                 | همگی                                                 | -        | ۷٬۵۰۰    | ۱۵٬۰۰۰    | -          | ۲۰۰۷                 | -                                                  |
| کلمبیا              | -                                 | همگی                                                 | -        | ۱۰٬۰۰۰   | ۲۰٬۰۰۰    | -          | ۲۰۰۷                 | -                                                  |
| دانمارک             | فدراسیون بین‌المللی صنعت فونوگرافی | آلبوم‌ها                                              | -        | ۲۰٬۰۰۰   | ۴۰٬۰۰۰    | -          | ۲۰۰۶                 |                                                    |
| دانمارک             | فدراسیون بین‌المللی صنعت فونوگرافی | تک‌آهنگ‌ها/دی وی دی موزیک‌ویدئو                         | -        | ۴٬۰۰۰    | ۸٬۰۰۰     | -          | ۲۰۰۶                 |                                                    |
| دانمارک             | فدراسیون بین‌المللی صنعت فونوگرافی | دی وی دی تفریحی                                      | -        | ۲۰٬۰۰۰   | ۴۰٬۰۰۰    | -          | ۲۰۰۶                 |                                                    |
| اکوادور             | -                                 | همگی                                                 | -        | ۷٬۵۰۰    | ۱۵٬۰۰۰    | -          | ۲۰۰۷                 | -                                                  |
| فنلاند              | فدراسیون بین‌المللی صنعت فونوگرافی | آلبوم‌ها                                              | -        | ۱۵٬۰۰۰   | ۳۰٬۰۰۰    | -          | ۲۰۰۶                 |                                                    |
| فنلاند              | فدراسیون بین‌المللی صنعت فونوگرافی | تک‌آهنگ‌ها                                             | -        | ۵٬۰۰۰    | ۱۰٬۰۰۰    | -          | ۲۰۰۶                 |                                                    |
| فنلاند              | فدراسیون بین‌المللی صنعت فونوگرافی | دی وی دی                                             | -        | ۵٬۰۰۰    | ۱۰٬۰۰۰    | -          | ۲۰۰۶                 |                                                    |
| فرانسه              | SNEP                              | آلبوم‌ها                                              | ۴۰٬۰۰۰   | ۷۵٬۰۰۰   | ۲۰۰٬۰۰۰   | ۷۵۰٬۰۰۰    | ۲۰۰۶                 |                                                    |
| فرانسه              | SNEP                              | تک‌آهنگ‌ها                                             | ۱۰۰٬۰۰۰  | ۲۰۰٬۰۰۰  | ۳۰۰٬۰۰۰   | ۵۰۰٬۰۰۰    | ۲۰۰۶                 |                                                    |
| آلمان               | IFPI                              | آلبوم‌ها                                              | -        | ۱۰۰٬۰۰۰  | ۲۰۰٬۰۰۰   | -          | ۲۰۰۵                 |                                                    |
| آلمان               | IFPI                              | تک‌آهنگ‌ها                                             | -        | ۱۵۰٬۰۰۰  | ۳۰۰٬۰۰۰   | -          | ۲۰۰۵                 |                                                    |
| یونان               | IFPI                              | آلبوم‌ها (بومی)                                       | -        | ۲۰٬۰۰۰   | ۴۰٬۰۰۰    | -          | ۲۰۰۶                 |                                                    |
| یونان               | IFPI                              | آلبوم‌ها (خارجی)                                      | -        | ۱۰٬۰۰۰   | ۲۰٬۰۰۰    | -          | ۲۰۰۶                 |                                                    |
| یونان               | IFPI                              | تک‌آهنگ‌ها                                             | -        | ۱۰٬۰۰۰   | ۲۰٬۰۰۰    | -          | ۲۰۰۶                 |                                                    |
| یونان               | IFPI                              | موزیک‌ویدئوها                                         | -        | ۵٬۰۰۰    | ۱۰٬۰۰۰    | -          | ۲۰۰۶                 |                                                    |
| هنگ‌کنگ، چین         | فدراسیون بین‌المللی صنعت فونوگرافی | همگی                                                 | -        | ۱۰٬۰۰۰   | ۲۰٬۰۰۰    | -          | ۲۰۰۶                 |                                                    |
| مجارستان            | انجمن شرکت‌های ضبط مجارستانی       | آلبوم‌ها (بومی)                                       | -        | ۷٬۵۰۰    | ۱۵٬۰۰۰    | -          | ۲۰۰۶                 |                                                    |
| مجارستان            | انجمن شرکت‌های ضبط مجارستانی       | آلبوم‌ها (خارجی)                                      | -        | ۳٬۰۰۰    | ۶٬۰۰۰     | -          | ۲۰۰۶                 |                                                    |
| مجارستان            | انجمن شرکت‌های ضبط مجارستانی       | Jazz/world music/classic/single/spoken word releases | -        | ۱٬۵۰۰    | ۳٬۰۰۰     | -          | ۲۰۰۶                 |                                                    |
| هند                 | IMI                               | جهانی                                                | -        | ۱۰٬۰۰۰   | ۲۰٬۰۰۰    | -          | ۲۰۰۶                 |                                                    |
| هند                 | IMI                               | کلاسیک/غیرکلاسیک                                     | -        | ۱۰٬۰۰۰   | ۴۰٬۰۰۰    | -          | ۲۰۰۶                 |                                                    |
| هند                 | IMI                               | ناحیه‌ای Basic                                        | -        | ۶۰٬۰۰۰   | ۱۲۰٬۰۰۰   | -          | ۲۰۰۶                 |                                                    |
| هند                 | IMI                               | National Basic                                       | -        | ۱۰۰٬۰۰۰  | ۲۰۰٬۰۰۰   | -          | ۲۰۰۶                 |                                                    |
| اندونزی             | RII                               | آلبوم‌ها (بومی)                                       | -        | ۷۵٬۰۰۰   | ۱۵۰٬۰۰۰   | -          | ۲۰۰۷                 |                                                    |
| اندونزی             | RII                               | آلبوم‌ها (خارجی)                                      | -        | ۲۵٬۰۰۰   | ۵۰٬۰۰۰    | -          | ۲۰۰۷                 |                                                    |
| اسرائیل             | فدراسیون بین‌المللی صنعت فونوگرافی | همگی                                                 | -        | ۲۰٬۰۰۰   | ۴۰٬۰۰۰    | -          | ۲۰۰۶                 | [ نیازمند منبع ]                                   |
| ایتالیا             | FIMI                              | آلبوم‌ها                                              | ۲۰٬۰۰۰   | ۴۰٬۰۰۰   | ۸۰٬۰۰۰    | ۴۰۰٬۰۰۰    | ۲۰۰۶                 |                                                    |
| ایتالیا             | FIMI                              | تک‌آهنگ‌ها                                             | -        | ۱۰٬۰۰۰   | ۲۰٬۰۰۰    | -          | ۲۰۰۶                 |                                                    |
| ایتالیا             | FIMI                              | موزیک‌ویدئوها                                         | -        | ۱۵٬۰۰۰   | ۳۰٬۰۰۰    | -          | ۲۰۰۶                 |                                                    |
| ژاپن                | RIAJ                              | همگی                                                 | -        | ۱۰۰٬۰۰۰  | ۲۵۰٬۰۰۰   | ۱٬۰۰۰٬۰۰۰  | ۲۰۰۵                 |                                                    |
| مالزی               | RIM                               | آلبوم‌ها                                              | -        | ۱۵٬۰۰۰   | ۲۵٬۰۰۰    | -          | ۲۰۰۷                 |                                                    |
| مکزیک               | AMPROFON                          | آلبوم‌ها                                              | -        | ۵۰٬۰۰۰   | ۱۰۰٬۰۰۰   | ۵۰۰٬۰۰۰    | ۲۰۰۷                 | بایگانی‌شده در ۱۷ سپتامبر ۲۰۱۷ توسط Wayback Machine |
| مکزیک               | AMPROFON                          | موزیک‌ویدئوها                                         | -        | ۱۰٬۰۰۰   | ۲۰٬۰۰۰    | -          | ۲۰۰۷                 | بایگانی‌شده در ۱۷ سپتامبر ۲۰۱۷ توسط Wayback Machine |
| مکزیک               | AMPROFON                          | دانلودهای دیجیتالی تک‌آهنگی                           | -        | ۱٬۵۰۰    | ۳٬۰۰۰     | ۲۵۰٬۰۰۰    | ۲۰۰۷                 | بایگانی‌شده در ۱۷ سپتامبر ۲۰۱۷ توسط Wayback Machine |
| مکزیک               | AMPROFON                          | دانلودهای دیجیتالی آلبومی                            | -        | ۵٬۰۰۰    | ۱۰٬۰۰۰    | ۲۵۰٬۰۰۰    | ۲۰۰۷                 | بایگانی‌شده در ۱۷ سپتامبر ۲۰۱۷ توسط Wayback Machine |
| مکزیک               | AMPROFON                          | Ringtones                                            | -        | ۱۰٬۰۰۰   | ۲۵٬۰۰۰    | ۲۵۰٬۰۰۰    | ۲۰۰۷                 | بایگانی‌شده در ۱۷ سپتامبر ۲۰۱۷ توسط Wayback Machine |
| هلند                | NVPI                              | آلبوم‌ها (عامه‌پسند)                                   | -        | ۳۵٬۰۰۰   | ۷۰٬۰۰۰    | -          | ۲۰۰۶                 |                                                    |
| هلند                | NVPI                              | آلبوم‌ها (کلاسیک/جاز)                                 | -        | ۱۵٬۰۰۰   | ۲۵٬۰۰۰    | -          | ۲۰۰۶                 |                                                    |
| هلند                | NVPI                              | تک‌آهنگ‌ها                                             | -        | ۴۰٬۰۰۰   | ۶۰٬۰۰۰    | -          | ۲۰۰۶                 |                                                    |
| زلاند نو            | انجمن صنعت ضبط نیوزیلند           | آلبوم‌ها                                              | -        | ۷٬۵۰۰    | ۱۵٬۰۰۰    | -          | ۲۰۰۶                 |                                                    |
| زلاند نو            | انجمن صنعت ضبط نیوزیلند           | تک‌آهنگ‌ها                                             | -        | ۵٬۰۰۰    | ۱۰٬۰۰۰    | -          | ۲۰۰۶                 |                                                    |
| زلاند نو            | انجمن صنعت ضبط نیوزیلند           | موزیک‌ویدئوها                                         | -        | ۲٬۵۰۰    | ۵٬۰۰۰     | -          | ۲۰۰۶                 |                                                    |
| نروژ                | فدراسیون بین‌المللی صنعت فونوگرافی | آلبوم‌ها                                              | -        | ۱۵٬۰۰۰   | ۳۰٬۰۰۰    | -          | ۲۰۰۲                 |                                                    |
| نروژ                | فدراسیون بین‌المللی صنعت فونوگرافی | تک‌آهنگ‌ها/دی وی دی موزیک‌ویدئو                         | -        | ۵٬۰۰۰    | ۱۰٬۰۰۰    | -          | ۲۰۰۲                 |                                                    |
| پرو                 | -                                 | همگی                                                 | -        | ۵٬۰۰۰    | ۱۰٬۰۰۰    | -          | ۲۰۰۷                 | -                                                  |
| فیلیپین             | PRIMA                             | آلبوم‌ها                                              |          | ۱۵٬۰۰۰   | ۳۰٬۰۰۰    | -          | ۲۰۰۷                 |                                                    |
| لهستان              | ZPAV                              | تک‌آهنگ‌ها                                             | -        | ۱۰٬۰۰۰   | ۲۰٬۰۰۰    | ۱۰۰٬۰۰۰    | ۲۰۰۶                 |                                                    |
| لهستان              | ZPAV                              | آلبوم (هنرمندان پاپ محلی)                            | -        | ۱۵٬۰۰۰   | ۳۰٬۰۰۰    | ۱۵۰٬۰۰۰    | ۲۰۰۶                 |                                                    |
| لهستان              | ZPAV                              | آلبوم (هنرمندان پاپ خارجی)                           | -        | ۱۰٬۰۰۰   | ۲۰٬۰۰۰    | ۱۰۰٬۰۰۰    | ۲۰۰۶                 |                                                    |
| لهستان              | ZPAV                              | آلبوم (جاز/کلاسیک)                                   | -        | ۵٬۰۰۰    | ۱۰٬۰۰۰    | ۵۰٬۰۰۰     | ۲۰۰۶                 |                                                    |
| لهستان              | ZPAV                              | آلبوم (موسیقی متن)                                   | -        | ۱۰٬۰۰۰   | ۲۰٬۰۰۰    | ۱۰۰٬۰۰۰    | ۲۰۰۶                 |                                                    |
| لهستان              | ZPAV                              | موزیک‌ویدئو                                           | -        | ۵٬۰۰۰    | ۱۰٬۰۰۰    | ۵۰٬۰۰۰     | ۲۰۰۶                 |                                                    |
| لهستان              | ZPAV                              | موزیک‌ویدئو (کلاسیک/جاز)                              | -        | ۲٬۵۰۰    | ۵٬۰۰۰     | ۲۵٬۰۰۰     | ۲۰۰۶                 |                                                    |
| لهستان              | ZPAV                              | دی وی دی                                             | -        | ۵٬۰۰۰    | ۱۰٬۰۰۰    | -          | ۲۰۰۶                 |                                                    |
| پرتغال              | AFP                               | آلبوم‌ها                                              | -        | ۱۰٬۰۰۰   | ۲۰٬۰۰۰    | -          | ۲۰۰۷                 |                                                    |
| پرتغال              | AFP                               | تک‌آهنگ‌ها                                             | ۱۰٬۰۰۰   | ۲۰٬۰۰۰   | ۴۰٬۰۰۰    | -          | ۲۰۰۷                 |                                                    |
| پرتغال              | AFP                               | موزیک‌ویدئوها                                         | -        | ۴٬۰۰۰    | ۸٬۰۰۰     | -          | ۲۰۰۷                 |                                                    |
| جمهوری ایرلند       | IRMA                              | آلبوم‌ها و تک‌آهنگ‌ها                                   | -        | ۷٬۵۰۰    | ۱۵٬۰۰۰    | -          | ۲۰۰۷                 |                                                    |
| جمهوری ایرلند       | IRMA                              | موزیک‌ویدئوها                                         | -        | ۲٬۰۰۰    | ۴٬۰۰۰     | -          | ۲۰۰۷                 |                                                    |
| سنگاپور             | RIAS                              | آلبوم‌ها                                              | -        | ۷٬۵۰۰    | ۱۵٬۰۰۰    | -          | ۲۰۰۷                 |                                                    |
| سنگاپور             | RIAS                              | تک‌آهنگ‌ها                                             | -        | ۵٬۰۰۰    | ۱۰٬۰۰۰    | -          | ۲۰۰۷                 |                                                    |
| آفریقای جنوبی       | RISA                              | آلبوم‌ها                                              | -        | ۲۰٬۰۰۰   | ۴۰٬۰۰۰    | -          | ۲۰۰۵                 |                                                    |
| اسپانیا             | سازنده‌های موسیقی اسپانیا          | آلبوم‌ها                                              | -        | ۴۰٬۰۰۰   | ۸۰٬۰۰۰    | -          | ۲۰۰۵                 | [ پیوند مرده ]                                     |
| اسپانیا             | سازنده‌های موسیقی اسپانیا          | تک‌آهنگ‌ها                                             | -        | ۱۰٬۰۰۰   | ۲۰٬۰۰۰    | -          | ۲۰۰۵                 | [ پیوند مرده ]                                     |
| سوئد                | فدراسیون بین‌المللی صنعت فونوگرافی | تک‌آهنگ‌ها                                             | -        | ۱۰٬۰۰۰   | ۲۰٬۰۰۰    |            | ۲۰۰۶                 |                                                    |
| سوئد                | فدراسیون بین‌المللی صنعت فونوگرافی | آلبوم                                                | -        | ۲۰٬۰۰۰   | ۴۰٬۰۰۰    | -          | ۲۰۰۶                 |                                                    |
| سوئد                | فدراسیون بین‌المللی صنعت فونوگرافی | آلبوم‌های کلاسیک                                      | -        | ۱۰٬۰۰۰   | ۲۰٬۰۰۰    | -          | ۲۰۰۶                 |                                                    |
| سوئد                | فدراسیون بین‌المللی صنعت فونوگرافی | آلبوم‌های جاز                                         | -        | ۱۰٬۰۰۰   | ۲۰٬۰۰۰    | -          | ۲۰۰۶                 |                                                    |
| سوئد                | فدراسیون بین‌المللی صنعت فونوگرافی | آلبوم‌های موسیقی محلی                                 | -        | ۱۰٬۰۰۰   | ۲۰٬۰۰۰    | -          | ۲۰۰۶                 |                                                    |
| سوئد                | فدراسیون بین‌المللی صنعت فونوگرافی | دی وی دی                                             | -        | ۱۰٬۰۰۰   | ۲۰٬۰۰۰    | -          | ۲۰۰۶                 |                                                    |
| سوئیس               | فدراسیون بین‌المللی صنعت فونوگرافی | همگی                                                 | -        | ۱۵٬۰۰۰   | ۳۰٬۰۰۰    | -          | ۲۰۰۶                 |                                                    |
| سوئیس               | فدراسیون بین‌المللی صنعت فونوگرافی | دی وی دی                                             | ۳٬۰۰۰    | ۶٬۰۰۰    | -         | -          | ۲۰۰۶                 |                                                    |
| ترکیه               | MÜ-YAP                            | آلبوم‌ها                                              | -        | ۱۰۰٬۰۰۰  | ۲۰۰٬۰۰۰   | ۳۰۰٬۰۰۰    | ۲۰۰۶                 |                                                    |
| اوکراین             | UMA                               | هنرمندان بومی                                        | -        | ۵۰٬۰۰۰   | ۱۰۰٬۰۰۰   | ۵۰۰٬۰۰۰    | ۲۰۰۳                 |                                                    |
| اوکراین             | UMA                               | هنرمندان خارجی                                       | -        | ۲۵٬۰۰۰   | ۵۰٬۰۰۰    | ۲۰۰٬۰۰۰    | ۲۰۰۳                 |                                                    |
| بریتانیا            | BPI                               | آلبوم‌ها                                              | ۶۰٬۰۰۰   | ۱۰۰٬۰۰۰  | ۳۰۰٬۰۰۰   | -          | ۲۰۰۶                 | بایگانی‌شده در ۲۵ آوریل ۲۰۰۸ توسط Wayback Machine   |
| بریتانیا            | BPI                               | تک‌آهنگ‌ها                                             | ۲۰۰٬۰۰۰  | ۴۰۰٬۰۰۰  | ۶۰۰٬۰۰۰   | -          | ۲۰۰۶                 | بایگانی‌شده در ۲۵ آوریل ۲۰۰۸ توسط Wayback Machine   |
| ایالات متحده آمریکا | RIAA                              | آلبوم‌ها و تک‌آهنگ‌ها                                   | -        | ۵۰۰٬۰۰۰  | ۱٬۰۰۰٬۰۰۰ | ۱۰٬۰۰۰٬۰۰۰ | ۲۰۰۷                 |                                                    |
| ایالات متحده آمریکا | RIAA                              | موزیک‌ویدئوها                                         | -        | ۵۰٬۰۰۰   | ۱۰۰٬۰۰۰   | ۱٬۰۰۰٬۰۰۰  | ۲۰۰۷                 |                                                    |
| ایالات متحده آمریکا | RIAA                              | موسیقی دیجیتالی (دانلودهای مجاز)                     | -        | ۵۰۰٬۰۰۰  | ۱٬۰۰۰٬۰۰۰ | -          | ۲۰۰۷                 |                                                    |
| اروگوئه             | CUD                               | همگی                                                 | -        | ۲٬۰۰۰    | ۴٬۰۰۰     | -          | ۲۰۰۶                 |                                                    |
| ونزوئلا             | -                                 | همگی                                                 | -        | ۱۰٬۰۰۰   | ۲۰٬۰۰۰    | -          | ۲۰۰۷                 | [ نیازمند منبع ]                                   |
| ویتنام              | -                                 | همگی                                                 | -        | ۵٬۰۰۰    | ۱۰٬۰۰۰    | -          | ۲۰۰۶                 | [ نیازمند منبع ]                                   |